# Жанааул (Акмолинская область)
Жанааул (каз. Жаңаауыл) — село в Зерендинском районе Акмолинской области Казахстана. Входит в состав Булакского сельского округа. Код КАТО — 115637400.

## География
Село расположено на западе района, в 44 км на северо-запад от центра района села Зеренда, в 4 км на северо-восток от центра сельского округа села Еленовка. Близ села проходит автодорога Р-11.

### Улицы[2]
- ул. Бейбитшилик,
- ул. Бирлик,
- ул. Достык,
- ул. Жайлау,
- ул. Каратал.

### Ближайшие населённые пункты
- село Еленовка в 4 км на юго-западе,
- село Карагай в 6 км на северо-западе,
- село Булак в 8 км на севере,
- село Симферопольское в 8 км на северо-востоке.

## Население
В 1989 году население села составляло 202 человека (из них казахов 100%).
В 1999 году население села составляло 207 человек (104 мужчины и 103 женщины). По данным переписи 2009 года, в селе проживало 189 человек (100 мужчин и 89 женщин).
| Численность населения | Численность населения | Численность населения |
| 1989                  | 1999                  | 2009                  |
| --------------------- | --------------------- | --------------------- |
| 202                   | ↗207                  | ↘189                  |

## Известные жители и уроженцы
- Жумагалиев, Сартай Жумагалиевич (1937—2018) — Герой Социалистического Труда.